# Campionat d'escacs de l'Argentina
El Campionat d'escacs de l'Argentina és un torneig d'escacs que se celebra anualment a l'Argentina des del 1921, per determinar el campió nacional d'escacs.
Fins al 1949 el campionat fou organitzat seguint la fórmula del matx directe entre el campió regnant i un aspirant, que normalment era el vencedor del Torneo Mayor, que se celebrava el mateix any o l'anterior. Alguns anys el vencedor del Torneo Mayor era considerat directament com a campió. El 1924 i el 1925 el campió regnant revalidà el títol sense cap matx oficial.
A partir del 1950 (amb l'excepció del 1952, en què encara es va jugar un matx) es passà a la fórmula del torneig per invitació amb sistema de tots contra tots.

## Quadre d'honor masculí
| #  | Any          | Ciutat                          | Vencedor             | Notes |
| -- | ------------ | ------------------------------- | -------------------- | --- |
| 1  | 1921         | Buenos Aires                    | Damian Reca          | Matx contra Benito Villegas[2]                                                                                         |
| 2  | 1922         | Buenos Aires                    | Benito Villegas      | Matx contra Damian Reca                                                                                                |
| 3  | 1923         | Buenos Aires                    | Damian Reca          | Matx contra Benito Villegas                                                                                            |
| 4  | 1924         | Buenos Aires                    | Damian Reca          | Sense matx |
| 5  | 1925         | Buenos Aires                    | Damian Reca          | Sense matx |
| 6  | 1926         | Buenos Aires, Rosario, La Plata | Damian Reca          | Matx contra Roberto Grau                                                                                               |
| 7  | 1927         | Buenos Aires                    | Roberto Grau         | Matx contra Damian Reca                                                                                                |
| 8  | 1928         | Buenos Aires                    | Roberto Grau         | Matx del 1929 contra Isaias Pleci                                                                                      |
| 9  | 1929         | Buenos Aires                    | Isaias Pleci         | Matx del 1930 contra Roberto Grau                                                                                      |
| 10 | 1930         | Buenos Aires                    | Isaias Pleci         | Matx del 1931 contra Virgilio Fenoglio                                                                                 |
| 11 | 1931         | Buenos Aires                    | Jacobo Bolbochán     | Matx del 1932 contra Isaias Pleci                                                                                      |
| 12 | 1932         | Buenos Aires                    | Jacobo Bolbochán     | Matx contra Isaias Pleci                                                                                               |
| 13 | 1933         | Buenos Aires                    | Luis Piazzini        | Matx contra Jacobo Bolbochán                                                                                           |
| 14 | 1934         | Buenos Aires                    | Roberto Grau         | Matx contra Luis Piazzini                                                                                              |
| 15 | 1935         | Buenos Aires                    | Roberto Grau         | Matx del 1936 contra Jacobo Bolbochán                                                                                  |
| 16 | 1936         | Buenos Aires, Santa Fe          | Carlos Guimard       | Matx del 1937 contra Roberto Grau                                                                                      |
| 17 | 1937         | Buenos Aires                    | Carlos Guimard       | Matx contra Jacobo Bolbochán                                                                                           |
| 18 | 1938         | La Plata                        | Roberto Grau         | Matx del 1939 contra Carlos Guimard                                                                                    |
| 19 | 1939         | Buenos Aires                    | Carlos Maderna       | Matx del 1940 contra Roberto Grau                                                                                      |
| 20 | 1940         | Buenos Aires La Plata           | Carlos Guimard       | Matx del 1941 contra Carlos Maderna                                                                                    |
| 21 | 1941         | Buenos Aires                    | Hector Rossetto      | Matx del 1942 contra Carlos Guimard                                                                                    |
| 22 | 1942         | Buenos Aires                    | Herman Pilnik        | Sense matx (Pilnik vencé el Torneo Mayor)                                                                              |
| 23 | 1943         | Buenos Aires                    | Juan Iliesco         | Sense matx: Iliesco fou el 1r classificat nacional al Torneo Mayor, guanyat per Gideon Stahlberg (fora de concurs)     |
| 24 | 1944         | Nueve de Julio                  | Hector Rossetto      | Matx contra Juan Iliesco                                                                                               |
| 25 | 1945         | Bahía Blanca                    | Herman Pilnik        | Matx del 1946 contra Hector Rossetto                                                                                   |
| 26 | 1946         | Buenos Aires                    | Julio Bolbochán      | Sense matx (Julio Bolbochán vencé al Torneo Mayor)                                                                     |
| 27 | 1947         | Buenos Aires                    | Hector Rossetto      | Sense matx (Hector Rossetto vencé al Torneo Mayor)                                                                     |
| 28 | 1948         | Buenos Aires                    | Julio Bolbochán      | Matx contra Hector Rossetto                                                                                            |
| 29 | 1949         | Buenos Aires                    | Miguel Najdorf       | Matx contra Julio Bolbochan                                                                                            |
| 30 | 1950         | Buenos Aires                    | Carlos Maderna       | Després de play-off del 1951 contra Jacobo Bolbochan i Enrique Reinhardt                                               |
| 31 | 1951         | Buenos Aires                    | Miguel Najdorf       | |
| 32 | 1952         | Buenos Aires                    | Miguel Najdorf       | Matx del 1953 contra Ruben Shocron                                                                                     |
| 33 | 1953         | Buenos Aires                    | Oscar Panno          | |
| 34 | 1955         | Buenos Aires                    | Miguel Najdorf       | |
| 35 | 1956         | Buenos Aires                    | Raúl Sanguinetti     | |
| 36 | 1957         | Buenos Aires                    | Raúl Sanguinetti     | |
| 37 | 1958         | Buenos Aires                    | Herman Pilnik        | |
| 38 | 1959         | Buenos Aires                    | Bernardo Wexler      | |
| 39 | 1960         | Buenos Aires                    | Miguel Najdorf       | |
| 40 | 1961         | Buenos Aires                    | Hector Rossetto      | |
| 41 | 1962         | Buenos Aires                    | Raúl Sanguinetti     | |
| 42 | 1963         | Buenos Aires                    | Raimundo Garcia      | Després de desempat contra Samuel Schweber i Klein                                                                     |
| 43 | 1964         | Buenos Aires                    | Miguel Najdorf       | |
| 44 | 1965         | Buenos Aires                    | Raúl Sanguinetti     | |
| 45 | 1966         | Buenos Aires                    | Miguel Quinteros     | |
| 46 | 1967         | Mar del Plata                   | Miguel Najdorf       | |
| 47 | 1968         | Buenos Aires                    | Raúl Sanguinetti     | Després de desempat contra Schweber                                                                                    |
| 48 | 1969         | Buenos Aires                    | Carlos Juarez        | Després de desempat contra Raimundo Garcia                                                                             |
| 49 | 1971         | Buenos Aires                    | Jorge Rubinetti      | |
| 50 | 1972         | Buenos Aires                    | Hector Rossetto      | |
| 51 | 1973         | Sante Fe                        | Raul Sanguinetti     | Després de desempat contra Debarnot                                                                                    |
| 52 | 1974         | Caseros                         | Raúl Sanguinetti     | |
| 53 | 1975         | Buenos Aires                    | Miguel Najdorf       | Després de desempat contra Oscar Panno                                                                                 |
| 54 | 1976         | Buenos Aires                    | Jorge Szmetan        | |
| 55 | 1978         | Buenos Aires                    | Jaime Emma           | Després de desempat contra Daniel Campora                                                                              |
| 56 | 1980         | Quilmes                         | Miguel Quinteros     | |
| 57 | 1982         | Buenos Aires                    | Jorge Rubinetti      | Després de desempat contra Hase, Gómez Baillo, Bronstein i Campora                                                     |
| 58 | 1983         | Buenos Aires                    | Jorge Gómez Baillo   | Després de desempat contra Marcelo Tempone                                                                             |
| 59 | 1984         | Buenos Aires                    | Gerardo Barbero      | |
| 60 | 1985         | Buenos Aires                    | Oscar Panno          | |
| 61 | 1986         | Buenos Aires                    | Daniel Campora       | |
| 62 | 1987         | Salta                           | Marcelo Tempone      | |
| 63 | 1988         | Buenos Aires                    | Jorge Rubinetti      | |
| 64 | 1989         | Buenos Aires                    | Daniel Campora       | |
| 65 | 1990         | Potrero de Funes (San Luis)     | Guillermo Soppe      | Després de desempat contra Marcelo Tempone                                                                             |
| 66 | 1991         | Buenos Aires                    | Jorge Rubinetti      | |
| 67 | 1992         | La Plata                        | Oscar Panno          | |
| 68 | 1993         | Rosario                         | Hugo Spangenberg     | |
| 69 | 1994         | Buenos Aires                    | Pablo Ricardi        | |
| 70 | 1995         | Roque Saen Peña (Chaco)         | Pablo Ricardi        | |
| 71 | 1996         | Roque saenz Peña (Chaco)        | Pablo Ricardi        | |
| 72 | 1997         | Buenos Aires                    | Guillermo Malbran    | |
| 73 | 1998         | Villa Martelli                  | Pablo Ricardi        | |
| 74 | 1999         | Buenos Aires                    | Pablo Ricardi        | |
| 75 | 2000         | Buenos Aires                    | Ariel Sorin          | |
| 76 | 2001         | Pinamar                         | Ruben Felgaer        | Després de desempat contra Fernando Peralta                                                                            |
| 77 | 2002         | Buenos Aires                    | Martin Labollita     | Després de desempat contra Sergio Slipak[3]                                                                            |
| 78 | 2003         | Caseros                         | Guillermo Soppe      | |
| 79 | 2004         | Buenos Aires                    | Ariel Sorin          | |
| 80 | 2005         | Los Polvorines                  | Diego Flores         | Després de desempat contra Pablo Ricardi                                                                               |
| 81 | 2006         | San Luis                        | Fernando Peralta     | [4] |
| 82 | 2007         | Mendoza                         | Rubén Felgaer        | Tancat, disputat el maig de 2008. Felgaer va guanyar un triangular de desempat contra Fernando Peralta i Diego Valerga |
| 83 | 2008         | La Plata                        | Rubén Felgaer        | |
| 84 | 2009         | La Plata                        | Diego Flores         | [5] |
| 85 | 2010         | Buenos Aires                    | Rubén Felgaer        | Obert |
| 86 | 2011         | La Plata                        | Martín Lorenzini     | Obert, disputat el juliol de 2012[6]                                                                                   |
| 87 | 2012         | Villa Martelli                  | Diego Flores         | Obert, disputat l'abril de 2013                                                                                        |
| 88 | 2013         | Sáenz Peña (Buenos Aires)[7]    | Diego Flores         | Tancat.[8] Flores va guanyar un desempat a ràpides contra Fernando Peralta[9]                                          |
| 89 | 2014         | Sáenz Peña (Buenos Aires)[10]   | Rubén Felgaer        | Tancat a 14 jugadors, disputat entre el 9 i el 19 de juliol de 2014                                                    |
| 90 | 2015[11][12] | Villa Martelli                  | Sandro Mareco        | Tancat a 14 jugadors, disputat entre el 30 de setembre i el 14 d'octubre de 2015                                       |
| 91 | 2016         | Villa Martelli                  | Diego Flores         | Tancat |
| 92 | 2017         | Ramos Mejía                     | Diego Flores         | Tancat |
| 93 | 2018         | Villa Martelli, Buenos Aires    | Fernando Peralta     | Tancat[1] |
| 94 | 2019         | Buenos Aires                    | Diego Flores         | Tancat |
| 95 | 2020         | Villa Martelli, Buenos Aires    | Fernando Peralta     | |
| 96 | 2021         | Buenos Aires                    | Federico Pérez Ponsa | |
| 97 | 2022         | Bariloche                       | Fernando Peralta     | |
| 98 | 2023         | Buenos Aires                    | Fernando Peralta     | |

## Quadre d'honor femení
| #  | Any          | Ciutat                              | Guanyadora                      |
| -- | ------------ | ----------------------------------- | ------------------------------- |
| 1  | 1938         | Buenos Aires                        | Dora Trepat de Navarro          |
| 2  | 1939         | Buenos Aires                        | Dora Trepat de Navarro          |
| 3  | 1940         | Buenos Aires                        | Dora Trepat de Navarro          |
| 4  | 1941         | Buenos Aires                        | Dora Trepat de Navarro          |
| 5  | 1942         | Buenos Aires                        | Dora Trepat de Navarro          |
| 6  | 1948         | Buenos Aires                        | Paulette Schwartzmann           |
| 7  | 1949         | Buenos Aires                        | Paulette Schwartzmann           |
| 8  | 1950         | Buenos Aires                        | Paulette Schwartzmann           |
| 9  | 1951         | Buenos Aires                        | María Angélica Berea de Montero |
| 10 | 1952         | Buenos Aires                        | Paulette Schwartzmann           |
| 11 | 1953         | Buenos Aires                        | Celia Baudot de Moschini        |
| 12 | 1954         | Buenos Aires                        | Soledad Huguet                  |
| 13 | 1955         | Buenos Aires                        | Odile L. de Heilbronner         |
| 14 | 1956         | Buenos Aires                        | Soledad González de Huguet      |
| 15 | 1957         | Buenos Aires                        | Celia Baudot de Moschini        |
| 16 | 1958         | Buenos Aires                        | Celia Baudot de Moschini        |
| 17 | 1959         | Buenos Aires                        | Dora Trepat de Navarro          |
| 18 | 1960         | Buenos Aires                        | Dora Trepat de Navarro          |
| 19 | 1961         | Buenos Aires                        | Aida Karguer                    |
| 20 | 1962         | Buenos Aires                        | Celia Baudot de Moschini        |
| 21 | 1963         | Buenos Aires                        | Celia Baudot de Moschini        |
| 22 | 1964         | Buenos Aires                        | Dora Trepat de Navarro          |
| 23 | 1965         | Buenos Aires                        | Aida Karguer                    |
| 24 | 1968         | Buenos Aires                        | Celia Baudot de Moschini        |
| 25 | 1969         | San Miguel de Tucumán               | Aida Karguer                    |
| 26 | 1971         | Rio Ceballos (Cordoba)              | Aida Karguer                    |
| 27 | 1974         |                                     | Julia Arias                     |
| 28 | 1975         | Mar del Plata                       | Julia Arias                     |
| 29 | 1976         | Buenos Aires                        | Julia Arias                     |
| 30 | 1977         |                                     | Julia Arias                     |
| 31 | 1978         |                                     | Virginia Justo                  |
| 32 | 1979         | Rafaela (Santa Fé)                  | Edith Soppe                     |
| 33 | 1980         | Quilmes (Buenos Aires)              | Edith Soppe                     |
| 34 | 1981         | Mendoza                             | Edith Soppe                     |
| 35 | 1982         | Posadas (Misiones)                  | Virginia Justo                  |
| 36 | 1983         | S.S.de Jujuy                        | Virginia Justo                  |
| 37 | 1984         | Mendoza                             | Virginia Justo                  |
| 38 | 1985         | Sam Justo (Buenos Aires)            | Claudia Amura                   |
| 39 | 1986         | R.de Escalada (Buenos Aires)        | Liliana Burijovich              |
| 40 | 1987         | Lib.Gral.San Martin (Jujuy)         | Claudia Amura                   |
| 41 | 1988         | Buenos Aires                        | Claudia Amura                   |
| 42 | 1989         | Buenos Aires                        | Claudia Amura                   |
| 43 | 1990         |                                     | Liliana Burijovich              |
| 44 | 1991         |                                     | Liliana Burijovich              |
| 45 | 1992         |                                     | Sandra Villegas                 |
| 46 | 1993         |                                     | Mariana Cheratti                |
| 47 | 1994         |                                     | Gabriela López                  |
| 48 | 1995         |                                     | Elisa Maggiolo                  |
| 49 | 1996         |                                     | Sandra Villegas                 |
| 50 | 1997         | Cutral-Có (La Pampa)                | Elisa Maggiolo                  |
| 51 | 1998         | Cutral-Có (La Pampa)                | Sabrina Hernandez               |
| 52 | 1999         | Concepción del Uruguay (Entre Ríos) | Liliana Burijovich              |
| 53 | 2000         | Buenos Aires                        | Carolina Luján                  |
| 54 | 2001         | Tandil (Buenos Aires)               | Carolina Luján                  |
| 55 | 2002         | Esperanza                           | Anahí Meza                      |
| 56 | 2003         | Carlos Paz                          | Liliana Burijovich              |
| 57 | 2004         | Villa Martelli                      | Carolina Luján                  |
| 58 | 2005[13]     | Sierra de la Ventana                | Marisa Zuriel                   |
| 59 | 2006[14]     | Buenos Aires                        | Carolina Luján                  |
| 60 | 2007[15]     | Buenos Aires                        | María de los Angeles Plazaola   |
| 61 | 2008         | Buenos Aires                        | María de los Angeles Plazaola   |
| 62 | 2009[16]     | Puan                                | María Florencia Fernández       |
| 63 | 2010         | Buenos Aires                        | María de los Angeles Plazaola   |
| 64 | 2011[17]     | Buenos Aires                        | Ayelén Martínez                 |
| 65 | 2012[18][19] | Buenos Aires                        | Marisa Zuriel                   |
| 66 | 2013[20]     | San Luis                            | María Florencia Fernández       |
| 67 | 2014[21]     | Villa Martelli                      | Claudia Amura                   |
| 68 | 2015[22]     | Buenos Aires                        | Carolina Luján                  |
| 69 | 2016         | Villa Martelli                      | Ayelén Martínez                 |
| 70 | 2017         | Buenos Aires                        | María Florencia Fernández       |
| 71 | 2018         | Ushuaia                             | María Florencia Fernández       |
| 72 | 2019         | Buenos Aires                        | Anapaola Borda                  |
| 73 | 2022         | La Punta (San Luis)                 | María Florencia Fernández       |
| 74 | 2023         | Buenos Aires                        | María José Campos               |

## Campions argentins d'escacs per correspondència
1. Jorge Pelikán (1955-1957)
2. Eduardo Secchi (1953-1955)
3. Bartolomé Marcussi (1963-1966)
4. Miguel Rivas (1968-1970)
5. Alejandro Arregui (1972-1974)
6. Enrique Arguiñariz (1976-1978)
7. Manuel Pereyra (1978-1980)
8. Anselmo Badenes (1980-1982)
9. Carlos Rinaldi (1982-1984)
10. Carlos Rinaldi (1984-1986)
11. Pedro Lopepé (1987-1989)
12. Carlos Sella (1988-1990)
13. Alberto Maltz (1991-1996)
14. Raúl Grosso (1994-1998)}
15. Rubén Berdichesky (1997-2000)
16. Guillermo Etchechoury (2000-2002)
17. Carlos Rinaldi (2003-2005)
18. Sergio Díaz (2005-2007)[23]
19. Roberto Jacquin (2006-2008)[24]
20. Eduardo Saglione (2007-2009)[25]
21. Sergio Diaz (2008-2010)[26]
22. Eduardo Saglione (2009-2011)[27]
23. Juan Tossutti (2010-2012)[28]
24. Ricardo Macayo (2011-2013)[29]
25. Juan Tossutti (2012-2014)[30]
26. Juan Enricci (2013-2015)[31]
27. Alfredo Civitillo (2014-2016)[32]
28. Eduardo Saglione (2015-2017)[33]
29. Eduardo Saglione (2016-2018)[34]
30. Victor Barria (2017-2019)[35]
31. Jorge Deforel (2018-2020)[36]
32. Carlos Vieites (2019-2021)[37]
33. Valentin Costa Trillo (2020-2022)[38]
34. Alfredo Civitillo (2021-2023)[39]
35. Carlos Vieites (2022-2024)[40]